# Jordbävningen på Azorerna 1998
Jordbävningen på Azorerna 1998 (även känd som Jordbävningen på Faial) inträffade med ett epicentrum i Atlantiska oceanen, utanför Azorerna i Portugal klockan 05:19 lokal tid. Det grunda 13,6 kilometer djupa utbrottet, som mätte 6,1 på Momentmagnitudskalan orsakade betydande skador på öarna Faial och Corvo. Minst 10 personer dog, 100 skadades och 2 500 människor förlorade sina hem.

## Tektonisk omgivning
Azorerna är den plats där de afrikanska
(Nubiska), Eurasiska och Nordamerikanska plattorna möts vid en förkastning. I väster ligger Mittatlantiska ryggen; en 16 000 km lång divergerande gräns på havsbottnen i Atlanten, som skiljer den eurasiska plattan från den nordamerikanska plattan. Öster om Azorerna ligger Azorerna–Gibraltars transformationsförkastning, närmare bestämt Gloria-förkastningen som fungerar som gräns mellan de Nubiska och Eurasiska plattorna. Plattgränserna är seismiskt aktiva och kan producera stora jordbävningar.
Portugiserna grundade de första bosättningarna på öarna på 1400-talet. Sedan grundandet har det förekommit minst 30 skadliga och dödliga jordbävningar. Den första registrerade skadliga jordbävningen inträffade 1522 – den förstörde Vila Franca do Campo och orsakade över 5 000 dödsfall. Dödliga jordbävningar rapporterades också 1787 och 1980. Den största registrerade jordbävningen i närheten av Azorerna var den som inträffade 1941 med magnitud 8,3, som var förknippad med släpförkastningar på den eurasisk-nubiska plattgränsen.

## Jordbävning
Jordbävningen utanför Faials kust som inträffade som ett resultat av en förkastning på två förkastningsplan, tyder på att den var resultatet av en strike-slip-förkastning på antingen en nordväst–sydost slående vänster-lateral förkastning, eller en nordost-sydväst slående högerlateral förkastning. Seismologiska data från jordbävningen stöder den senare lösningen, vilket också överensstämmer med plattektoniken på Azorerna. Utbrottet representerade en sällsynt och stor jordbävning av tektoniskt ursprung; de flesta jordbävningar på öarna är av vulkaniskt ursprung. Slagförkastningsmekanismen var också ovanlig eftersom de flesta tektoniska jordbävningar visar vinkelräta förkastningar.

## Seismisk aktivitet
Klockan 05:01 inträffade en kraftig jordbävning nära huvudutbrottet epicentrum. Det väckte invånare nära epicentret och vid Faials huvudstad Horta. Efter det stora utbrottet följde ett stort antal efterskalv, som varade i fyra månader. Uppskattningsvis 10 600 efterskalv registrerades under fyramånadersperioden, många av dem kunde uppfattas av invånare i det drabbade området. Genom att analysera placeringen av efterskalv i samband med jordbävningen, orsakade händelsen sannolikt några normala förkastningar vid Faial.

## Påverkan

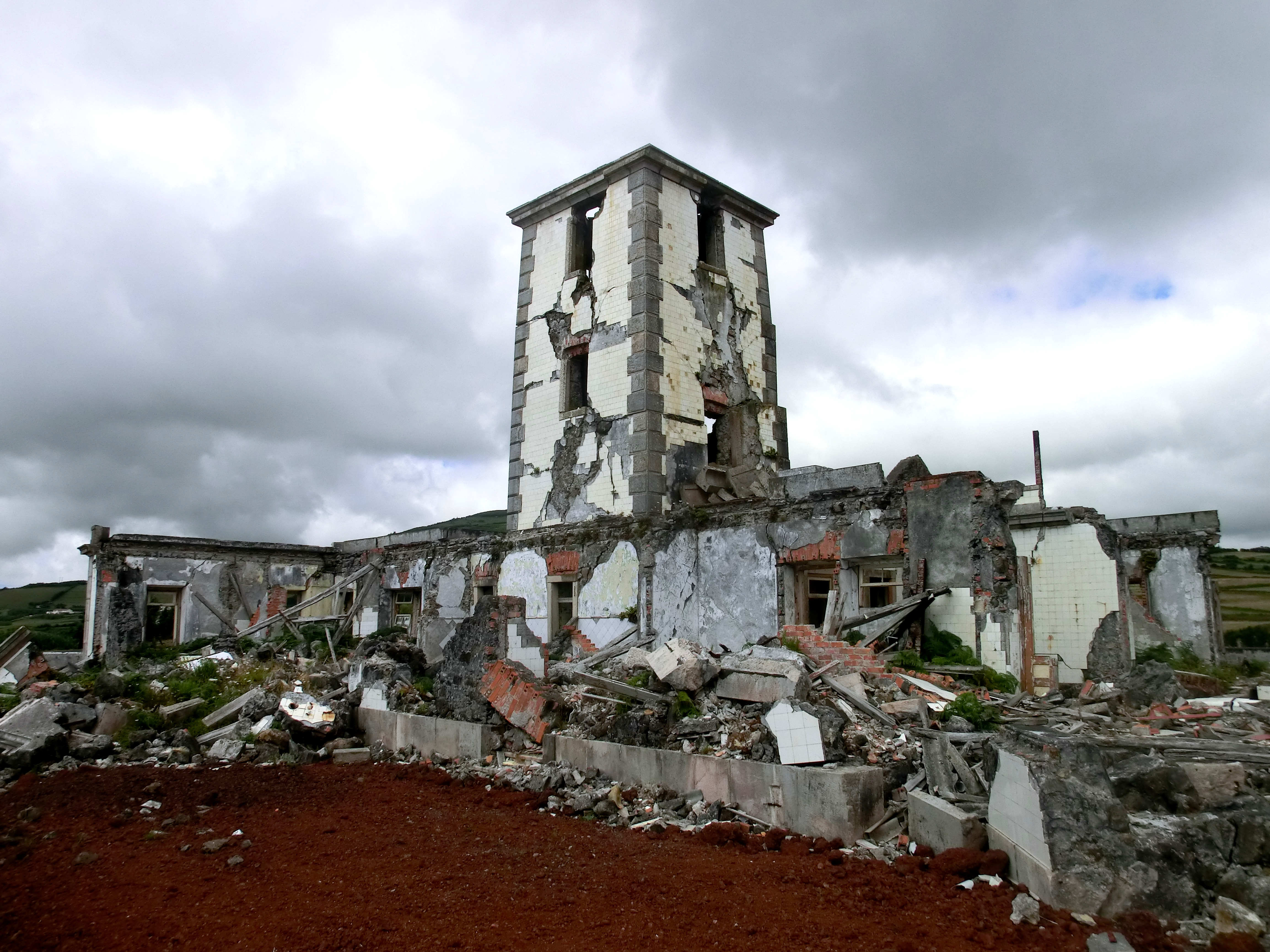
Ribeirinha fyr efter jordbävningen.

Jordbävningen tilldelades ett maximalt värde på VIII på Mercalliskalan och på den Europeisk makroseismiska skalan i det nordöstra hörnet av Faial, där den största förstörelsen observerades. Ungefär 35 procent av alla byggnader på Faial skadades eller förstördes. På den närliggande ön Pico påverkades endast 10 procent av dess byggnader, vilket innebär att det totala antalet drabbade strukturer blev 3 909. Över 2 100 byggnader upp till 30 km från epicentret fick allvarliga skador. Allvarliga skador innefattade total kollaps av murade väggar och stora sprickor i ytterväggarna.
Ett stort antal skolor på båda öarna skadades måttligt; Den mest drabbade var ett daghem i Salão, där dess yttre murade väggar kollapsade, vilket ledde till att hela byggnaden måste rivas. Många av de skolor som inspekterades med avseende på skador var byggda av armerad betong och fick därför små eller inga skador. Många kyrkor som hade blivit allvarligt skadade, hade byggts av övervägande murverk. Först nyligen byggdes tre kyrkor med armerad betong. Vanliga skademönster i samband med kyrkor pekar på skjuvbrott i väggarna. Ribeirinhakyrkan var en av de allvarligast drabbade kyrkorna; bågen mellan långhuset och absiden kollapsade helt.

## Efterverkningar
António Guterres, Portugals dåvarande premiärminister, flögs till Faial för att se förödelsen. USA:s ambassadör i Portugal, Gerald S. McGowan, förklarade jordbävningen som en katastrof den 17 juli. Office of Foreign Disaster Assistance gav US$20 000 till den amerikanska ambassaden för att Portugals regering skulle köpa toalettartiklar och distribuera dem till de drabbade samhällena. Den portugisiska regeringen skickade läkare och sjuksköterskor för att behandla skadade personer på de båda drabbade öarna. Sökhundar och medicinsk hjälp transporterades också för att hjälpa till med räddningsuppdraget. Portugals flygvapen satte in ett Lockheed C-130 Hercules transportplan från Lissabon med tält för 1 000 personer och flera tusen filtar.